# Zenillia strigipennis
Zenillia strigipennis là một loài ruồi trong họ Tachinidae.